# Тихорецкая
Тихоре́цкая — узловая железнодорожная станция Краснодарского региона Северо-Кавказской железной дороги, находящаяся в городе Тихорецке Тихорецкого района Краснодарского края.

## Описание
На северо-запад от станции идёт линия в Ростов-на-Дону и далее в направлении Москвы, на юго-восток — в Кавказскую, Минеральные Воды и далее в Махачкалу, на восток в Сальск и далее в Волгоград, на юго-запад в Краснодар.
На станции имеются две пассажирские платформы и подземный пешеходный переход на вторую платформу.
Расположение платформ для посадки и высадки пассажиров:
- 1-я платформа — 1, 4 и 5 пути;
- 2-я платформа — 2 и 3 пути.

Имеется также надземный пешеходный переход через станцию, связывающий центральную часть Тихорецка с другой частью города.
В 2017 году завершены проектные работы по капитальному ремонту  железнодорожного вокзала. Действуют две кассы на поезда дальнего следования и две отдельные кассы на пригородные электропоезда.
На станции расположен участок ремонта ООО «ЖД Ретро-Сервис», где осуществляется восстановительный ремонт старых паровозов с целью их последующей эксплуатации. Тихорецкий участок ремонта самый крупный на сети РЖД как по своим возможностям, так и по численности коллектива. Здесь на площади более 1000 квадратных метров ретротехника проходит профилактический осмотр, а также промывочный, подъёмочный, капитальный и капитально-восстановительный ремонты.
Через станцию осуществляется движение грузовых поездов, для стоянок поездов имеются приёмо-отправочные пути в грузовых парках станции. На станции производится смена локомотивов грузовых поездов, осуществляется маневровая работа, в том числе по сортировке грузовых составов.
На станции расположен опорный грузовой двор Краснодарской механизированной дистанции, где выполняется комплекс работ по погрузке выгрузке различных грузов.
В апреле 2023 года завершена реконструкция станции Тихорецкая, которая велась с 2016 года и завершилась на 18 месяцев раньше запланированного срока. Пропускная способность станции выросла более чем вдвое с 40 до 101 пары грузовых поездов в сутки, дополнительный объём грузоперевозок оценивается примерно в 8 млн тонн в год. Всего за время реконструкции было отсыпано 389 тыс. кубометров земляного полотна, уложено 26,7 км пути и 110 комплектов стрелочных переводов, установлено 949 опор контактной сети и 63 жёсткие поперечины, смонтировано 62,3 км контактной сети.

## Сообщение по станции
Через станцию Тихорецкая курсируют пассажирские поезда дальнего следования из центральных регионов России, а также Сибири, Урала, Забайкалья, Поволжья в южном направлении в курортные зоны Черноморского побережья (Адлер, Анапа, Новороссийск), Кавказских Минеральных Вод (Минеральные Воды, Пятигорск, Кисловодск, Нальчик), в регионы Северо-Кавказского федерального округа (Грозный, Назрань, Владикавказ, Махачкала).
Осуществляется пригородное сообщение по направлениям Ростов-Главный, Краснодар, Кавказская.
| Пригородное | Пригородное                 | Пригородное | Пригородное                 |
| № поезда    | Маршрут движения            | № поезда    | Маршрут движения            |
| ----------- | --------------------------- | ----------- | --------------------------- |
| 6209        | Кавказская — Тихорецкая     | 6212        | Тихорецкая — Кавказская     |
| 6215        | Кавказская — Тихорецкая     | 6214        | Тихорецкая — Кавказская     |
| 6227        | Кавказская — Тихорецкая     | 6228        | Тихорецкая — Кавказская     |
| 6224/6223   | Армавир — Тихорецкая        | 6216/6215   | Тихорецкая — Армавир        |
| 6231        | Тихорецкая — Кущёвка        | 6232        | Кущёвка — Тихорецкая        |
| 6233        | Тихорецкая — Кущёвка        | 6234        | Кущёвка — Тихорецкая        |
| 6255/6253   | Тихорецкая — Ростов-на-Дону | 6250/6252   | Ростов-на-Дону — Тихорецкая |
| 6745        | Тихорецкая — Краснодар      | 6742        | Краснодар — Тихорецкая      |
| 6747        | Тихорецкая — Краснодар      | 6744        | Краснодар — Тихорецкая      |
| 6853/6053   | Тихорецкая — Ростов-на-Дону | 6758/6858   | Ростов-на-Дону — Тихорецкая |
| 6971/6871   | Тихорецкая — Ростов-на-Дону | 6872/6972   | Ростов-на-Дону — Тихорецкая |

| Круглогодичное обращение поездов | Круглогодичное обращение поездов | Круглогодичное обращение поездов | Круглогодичное обращение поездов |
| № поезда                         | Маршрут движения                 | № поезда                         | Маршрут движения                 |
| -------------------------------- | -------------------------------- | -------------------------------- | -------------------------------- |
| 3 «Кавказ. 2-х этажный»          | Кисловодск — Москва              | 4 «Кавказ. 2-х этажный»          | Москва — Кисловодск              |
| 13                               | Саратов — Адлер                  | 14                               | Адлер — Саратов                  |
| 33 «Осетия»                      | Владикавказ — Москва             | 34 «Осетия»                      | Москва — Владикавказ             |
| 49                               | Кисловодск — Санкт-Петербург     | 50                               | Санкт-Петербург — Кисловодск     |
| 61                               | Нальчик — Москва                 | 62                               | Москва — Нальчик                 |
| 79                               | Адлер — Архангельск              | 80                               | Архангельск — Адлер              |
| 99                               | Санкт-Петербург — Адлер          | 100                              | Адлер — Санкт-Петербург          |
| 115                              | Адлер — Томск                    | 116                              | Томск — Адлер                    |
| 121                              | Владикавказ — Санкт-Петербург    | 122                              | Санкт-Петербург — Владикавказ    |
| 127                              | Красноярск — Адлер               | 128                              | Адлер — Красноярск               |
| 129                              | Красноярск — Анапа               | 130                              | Анапа — Красноярск               |
| 135                              | Махачкала — Санкт-Петербург      | 136                              | Санкт-Петербург — Махачкала      |
| 137                              | Кисловодск — Нижний Новгород     | 138                              | Нижний Новгород — Кисловодск     |
| 139                              | Адлер — Барнаул                  | 140                              | Барнаул — Адлер                  |
| 143                              | Кисловодск — Москва              | 144                              | Москва — Кисловодск              |
| 145 «Ингушетия»                  | Назрань — Москва                 | 146 «Ингушетия»                  | Москва — Назрань                 |
| 149                              | Минеральные Воды — Минск         | 150                              | Минск — Минеральные Воды         |
| 309                              | Адлер — Воркута                  | 310                              | Воркута — Адлер                  |
| 345                              | Нижневартовск — Адлер            | 346                              | Адлер — Нижневартовск            |
| 353                              | Пермь — Адлер                    | 354                              | Адлер — Пермь                    |
| 381                              | Грозный — Москва                 | 382                              | Москва — Грозный                 |
| 391                              | Баку — Ростов-на-Дону            | 392                              | Ростов-на-Дону — Баку            |
| 809 «Ласточка»                   | Кисловодск — Ростов-на-Дону      | 810 «Ласточка»                   | Ростов-на-Дону — Кисловодск      |

| Сезонное обращение поездов | Сезонное обращение поездов         | Сезонное обращение поездов | Сезонное обращение поездов         |
| № поезда                   | Маршрут движения                   | № поезда                   | Маршрут движения                   |
| -------------------------- | ---------------------------------- | -------------------------- | ---------------------------------- |
| 201                        | Имеретинский курорт — Москва       | 202                        | Москва — Имеретинский курорт       |
| 205                        | Иркутск — Анапа                    | 206                        | Анапа — Иркутск                    |
| 225                        | Адлер — Мурманск                   | 226                        | Мурманск — Адлер                   |
| 229                        | Северобайкальск — Анапа            | 230                        | Анапа — Северобайкальск            |
| 233                        | Имеретинский курорт — Екатеринбург | 234                        | Екатеринбург — Имеретинский курорт |
| 235                        | Тында — Анапа                      | 236                        | Анапа — Тында                      |
| 243                        | Новокузнецк — Анапа                | 244                        | Анапа — Новокузнецк                |
| 249                        | Новокузнецк — Имеретинский курорт  | 250                        | Имеретинский курорт — Новокузнецк  |
| 257                        | Адлер — Печора                     | 258                        | Печора — Адлер                     |
| 261                        | Адлер — Архангельск                | 262                        | Архангельск — Адлер                |
| 453                        | Уфа — Новороссийск                 | 454                        | Новороссийск — Уфа                 |
| 455                        | Челябинск — Новороссийск           | 456                        | Новороссийск — Челябинск           |
| 457                        | Челябинск — Анапа                  | 458                        | Анапа — Челябинск                  |
| 461                        | Уфа — Адлер                        | 462                        | Адлер — Уфа                        |
| 465                        | Астрахань — Имеретинский курорт    | 466                        | Имеретинский курорт — Астрахань    |
| 477                        | Адлер — Челябинск                  | 478                        | Челябинск — Адлер                  |
| 479                        | Сухум — Санкт-Петербург            | 480                        | Санкт-Петербург — Сухум            |
| 487                        | Сухум — Самара                     | 488                        | Самара — Сухум                     |
| 495                        | Адлер — Кострома                   | 496                        | Кострома — Адлер                   |
| 503                        | Уфа — Анапа                        | 504                        | Анапа — Уфа                        |
| 505                        | Саратов — Имеретинский курорт      | 506                        | Имеретинский курорт — Саратов      |
| 509                        | Казань — Новороссийск              | 510                        | Новороссийск — Казань              |
| 519                        | Орск — Анапа                       | 520                        | Анапа — Орск                       |
| 521                        | Приобье — Новороссийск             | 522                        | Новороссийск — Приобье             |
| 537                        | Уфа — Адлер                        | 538                        | Адлер — Уфа                        |
| 541                        | Адлер — Москва                     | 542                        | Москва — Адлер                     |
| 545                        | Орск — Имеретинский курорт         | 545                        | Имеретинский курорт — Орск         |
| 547                        | Сухум — Москва                     | 548                        | Москва — Сухум                     |
| 549                        | Адлер — Тольятти                   | 550                        | Тольятти — Адлер                   |
| 587                        | Имеретинский курорт — Москва       | 588                        | Москва — Имеретинский курорт       |
| 589                        | Новый Уренгой — Тюмень — Адлер     | 590                        | Адлер — Тюмень — Новый Уренгой     |
| 637                        | Адлер — Ростов-на-Дону             | 638                        | Ростов-на-Дону — Адлер             |

## Станция в массовой культуре
Станция получила особую известность благодаря песне Микаэла Таривердиева на стихи Михаила Львовского «На Тихорецкую состав отправится…».
Станция упоминается в известном романе И. Ильфа и Е. Петрова «Двенадцать стульев».

## Галерея

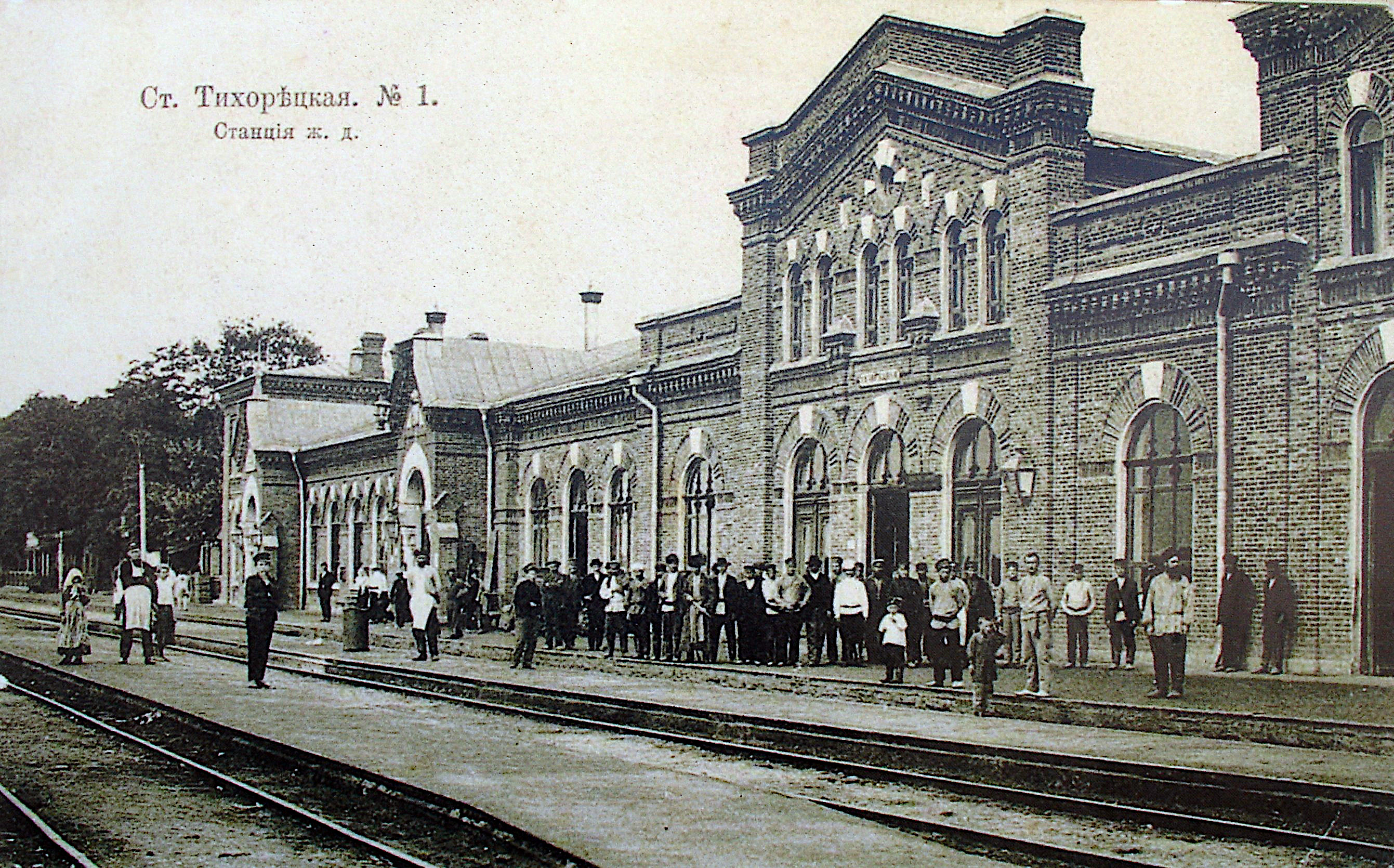
Вокзал в 1912 году
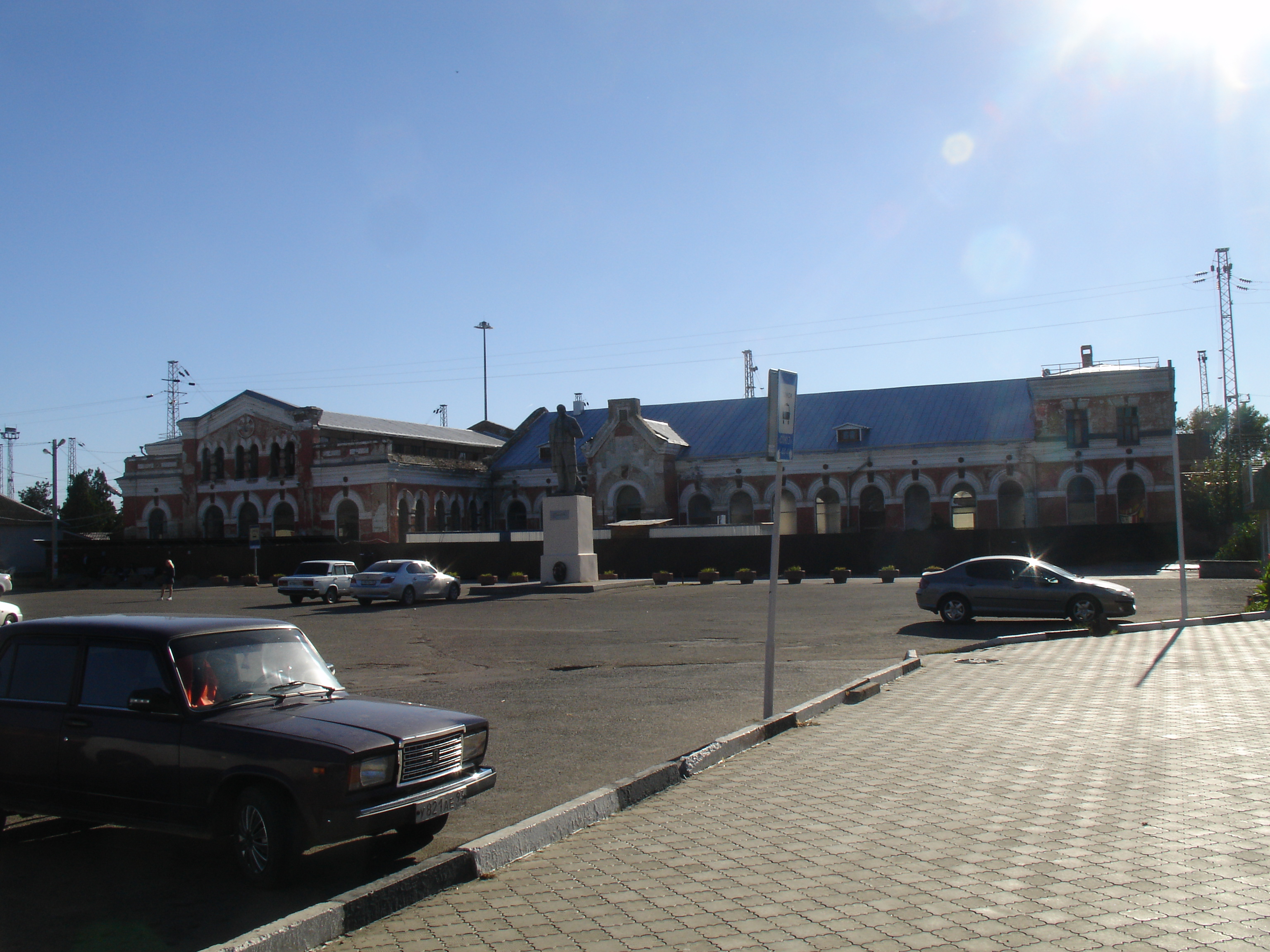
Привокзальная площадь (2018 г.)
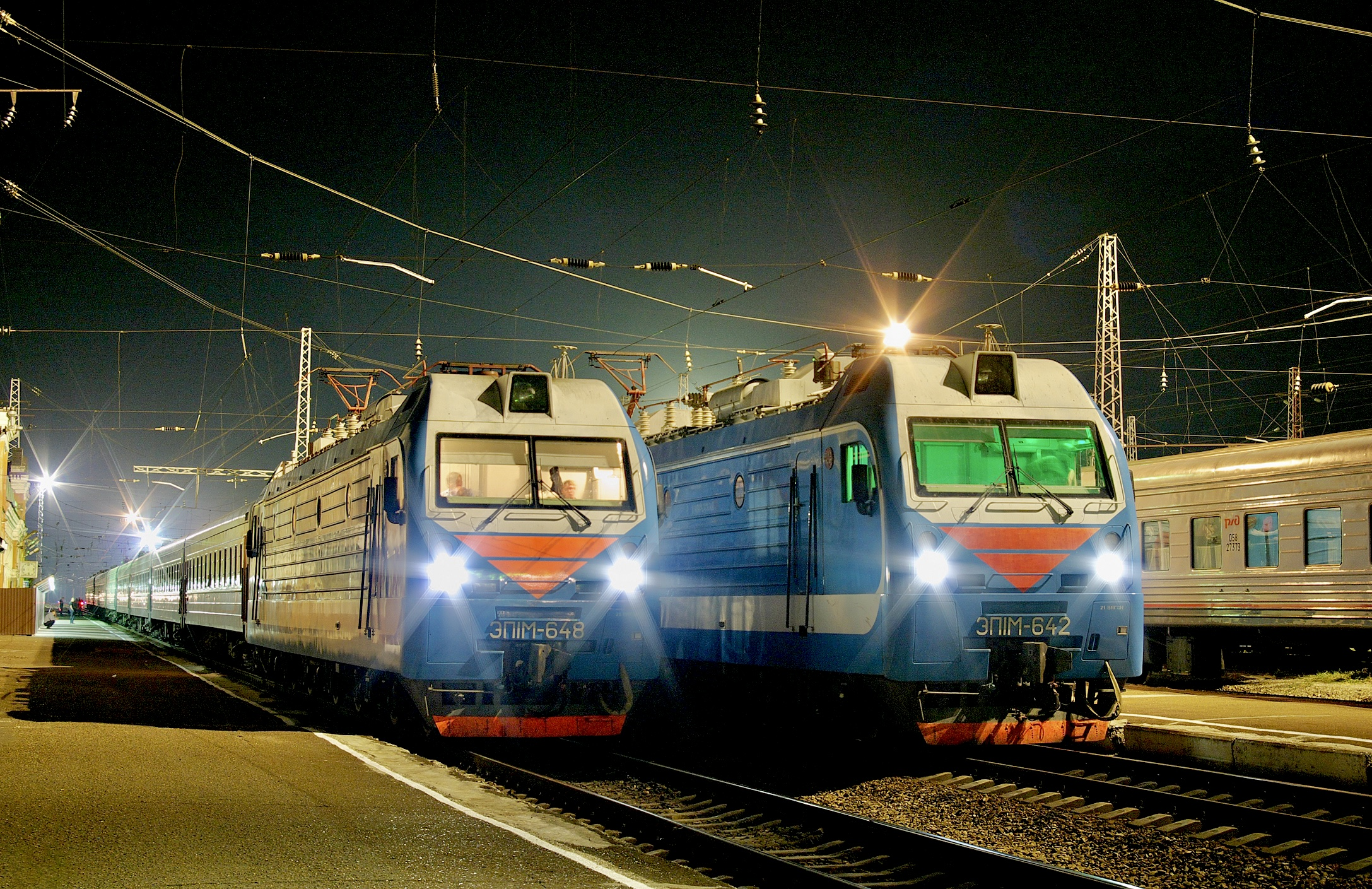
Пассажирские поезда (2011 г.)
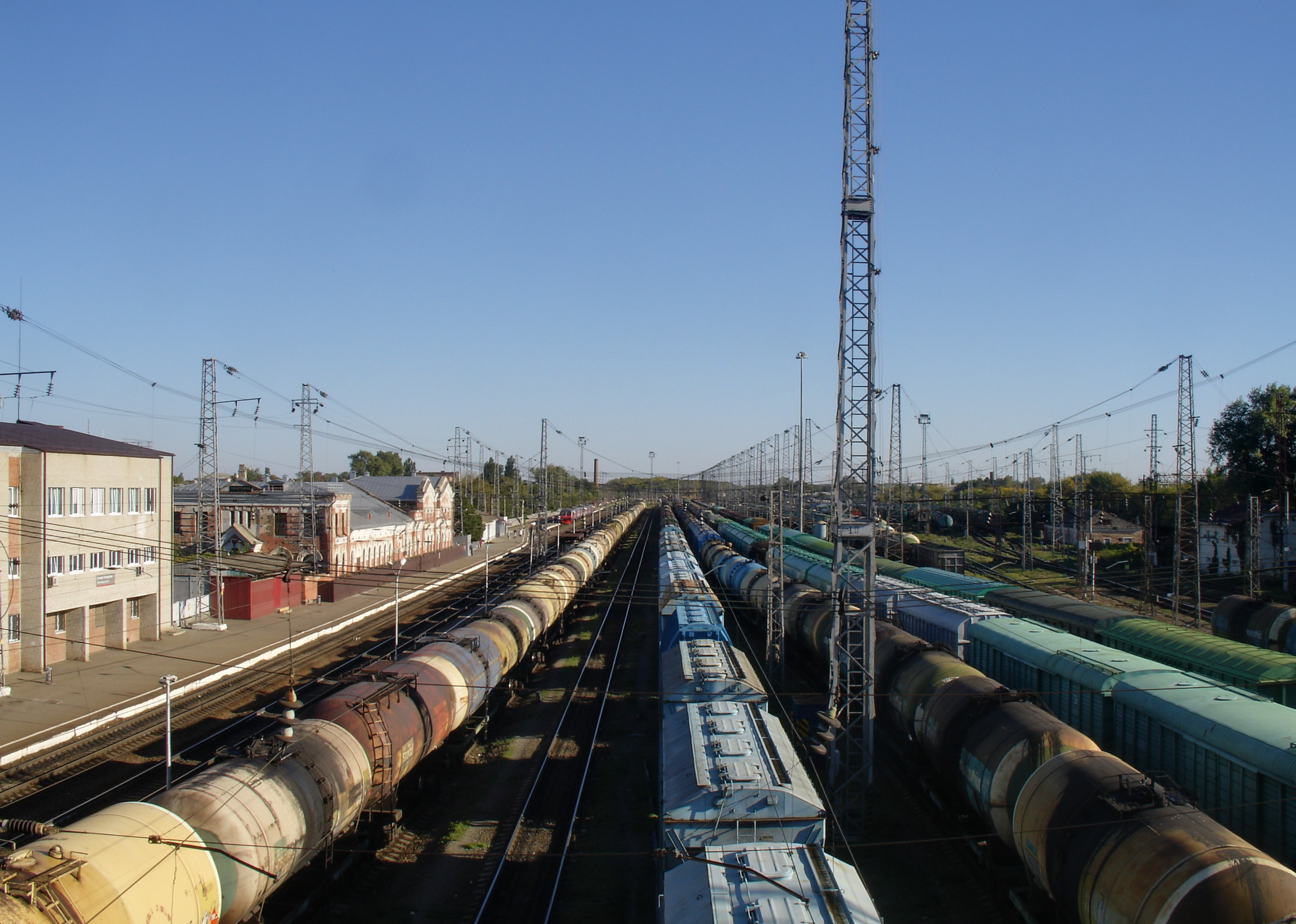
Грузовые поезда (2018 г.)
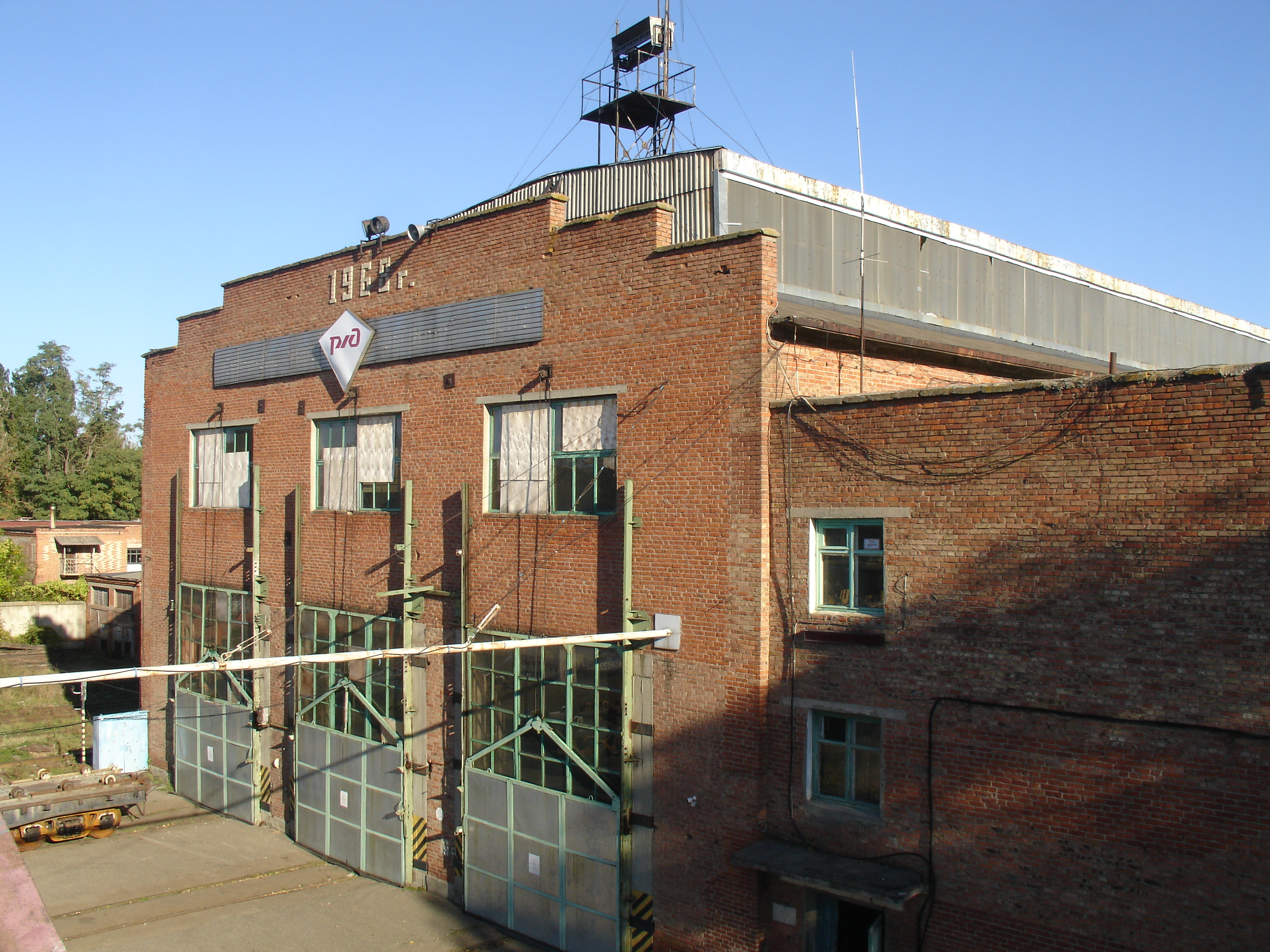
Въезды в сервисное депо (2018 г.)
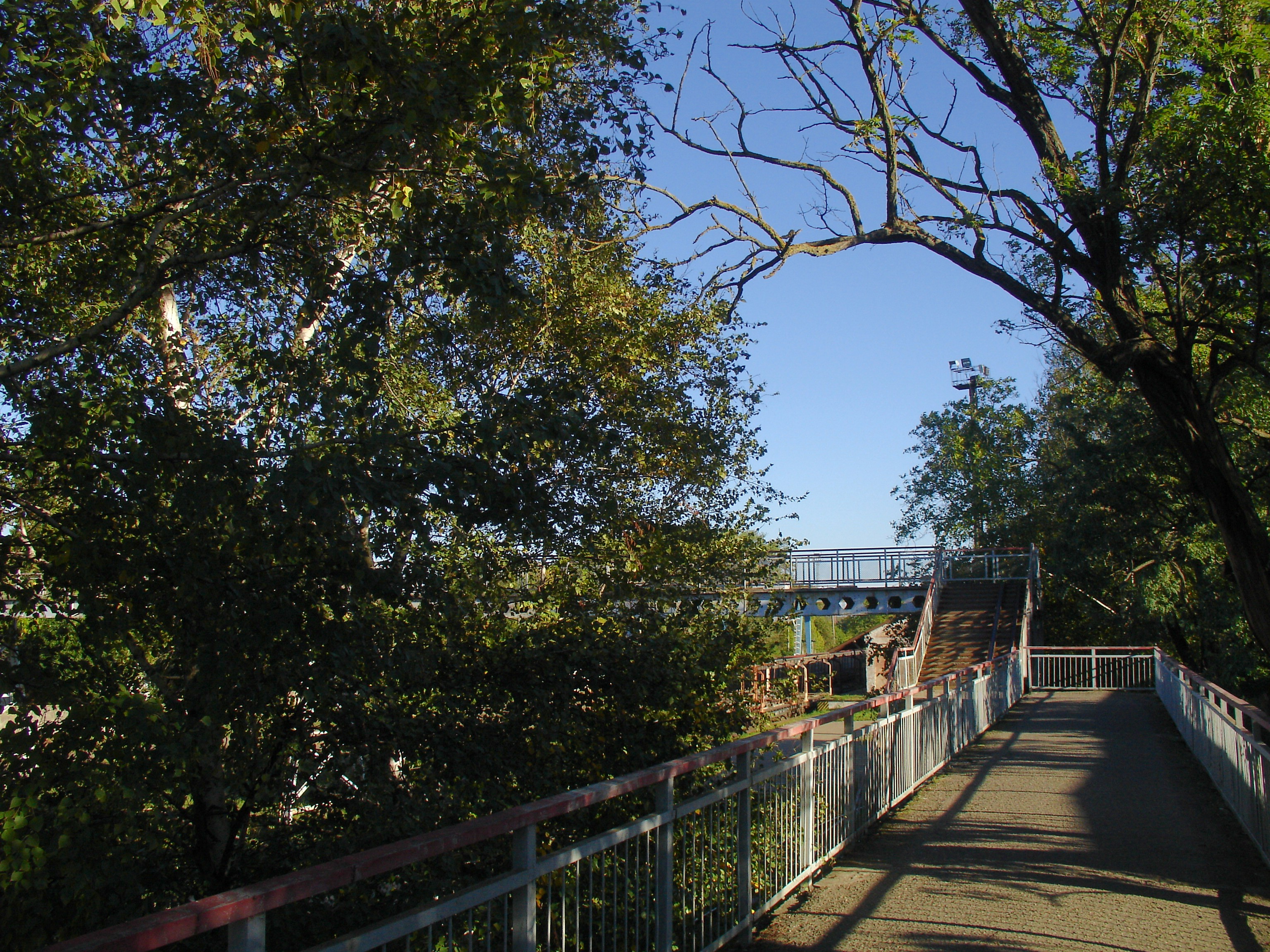
Переходной путепровод (2018 г.)